# LIBOR
LIBOR (ライボー、London Interbank Offered Rate) とは、ロンドンの銀行間取引で資金の貸し手から提示される金利のことで、ロンドン銀行間取引金利とも呼ばれる。多くのユーロ債における参照金利として用いられる。不正操作事件により、米ドルの大半が2023年6月末で、それ以外の通貨は2021年12月末を持って公表停止になった。

## 概要

### 仕組み
一般的には、指定された複数の有力銀行（※リファレンスバンクまたはパネル行と呼ばれる）から報告された毎営業日11:00時点のレートを指す。この集計・発表はかつては英国銀行協会（BBA）が実施し、「BBA LIBOR」と呼ばれていた。2012年の不正操作事件をきっかけに、BBAからインターコンチネンタル取引所（ICE）に集計・発表等の運営が移管され、「ICE LIBOR」として公表されている。

### 一つの指標として
資金調達コストの基準として用いられ、特に6か月物は短期金利の指標として使われることが多い。調達コストの割高/割安もLIBORとの比較で表現されることが多い。例えば、LIBORと同水準で社債等が発行された場合には「LIBORフラット（ライボー・フラット）」或いは単に「Lフラット（エル・フラット）」と表現される。また、特に信用力の高い企業では、LIBORよりも低い水準で資金調達を行なうことができ、その場合「サブLIBOR（サブ・ライボー）」と云われる。

### 沿革等
LIBOR はいわゆるセカンダリー・バンキングの資金調達に使われていたが、当時のギリシア人銀行家ミノス（Minos Zombanakis）による考案といわれる。ユーロ債への適用例としては、1970年のエネル債と1984年のナショナル・ウエストミンスター債が知られている。1990年代、香港および東京市場は金融危機の時期を除いてLIBOR に同調した。危機のときでさえSIBORは、リスク・プレミアムにあえぐ周辺の東南アジア各市場と異なって、LIBORをなぞるように動いていた。

### 不正操作と公表停止
不正操作について詳細は記事内 #不正操作 を参照
2010年代前半に、リファレンスバンクの一部による、不正なLIBORの値の操作が行われたのではないかという疑惑が持ち上がり、2012年に顕在化。公的機関による処分等がなされた。
上記不正操作を踏まえた改革の途上であった2017年7月27日に、英国金融行動監視機構長官のアンドリュー・ジョン・ベイリーが、2021年末以降はリファレンスバンク（パネル行）に（LIBORを公表するための）レートの呈示を強制しないこととする意向を表明した。ここでの「〜を強制しない」は「パネル行から抜けてもいい」ということを意味する。結果として2021年末以降はパネル行脱退が続出し、それによりLIBORの信頼性が低下（※信頼性はリファレンスバンクの多さに依拠するところも大きいことから）、最終的には、公表停止となった。これを指して「（2021年の）LIBOR廃止」などと呼ばれることがある。
以下のスケジュールで公表停止になった。
- 2021年12月末 - 日本円、英ポンド、ユーロ、スイスフランの全て。米ドルの1週間物、2か月物。
- 2023年6月末 - 米ドルの翌日物、1か月物、3か月物、6か月物、12か月物。（当初は全て2021年末で公表停止予定だった[9]）

### 公表停止後
LIBORの事実上の消滅による金融業界への影響は大きく、例えば日本では、円LIBORの事実上の消滅にあたって生じる課題等の検討を行うため、日本銀行が事務局を務める「日本円金利指標に関する検討委員会」が2018年8月に設立され、協議が行われてきた。その結果として、無担保コール翌日物金利(TONA)が日本円の代替指標となるリスクフリーレートとして特定された。2021年7月以降、原則としてLIBORを参照する金利スワップ取引は停止され、TONAを参照とするスワップ(つまりオーバーナイト・インデックス・スワップ)に移行している。グローバルスタンダードのデリバティブマスター契約ISDAは、後決め複利のTONAをフォールバックレートとして指定している他、日本銀行もTONAファーストとして、後継指標の第一候補は後決め複利のTONAとしている。

## 不正操作
摘発された銀行群は会員銀行であることが多い。会員銀行リストは en:Libor で確認されたい。

### 欧米当局の猛攻
2008年5月29日、ウォールストリートジャーナルはLIBORについて「実勢よりも低く見えるように数値が操作されている」と報じた。
2011年7月、フィナンシャル・タイムズは「LIBOR、TIBORの不正操作疑惑に関してアメリカ、イギリス、欧州（EU）、日本の金融規制当局が捜査に着手した」と報じた。
2012年2月3日、スイスの連邦競争委員会（日本における公正取引委員会に相当）が不正操作疑惑の捜査のため、日米欧の金融大手12行の調査を開始。4月、LIBORはイングランド銀行の監督を受けるようになった。8月、英国政府が10の改革案を示した。
2013年10月29日、ラボバンクがLIBORをふくむ国際的な指標金利の不正操作に関わったとして、オランダ当局は同行へ7億7400万ユーロの制裁金を課した。
12月4日、欧州委員会は同様の不正操作について、複数のメガバンクがカルテルを実施したとして合計で約17億１千万ユーロの制裁金を科した。制裁の対象は、ドイツ銀行、ソシエテ・ジェネラル、ロイヤル・バンク・オブ・スコットランド、JPモルガン、シティバンク、UBSである。バークレイズとUBSは内部告発を評価されて制裁を免除された。不正操作に関する調査はHSBCにも及んだ。

### 受身をとる英国と関係者
2015年8月3日、トム・ヘイズが一連の不正操作をめぐり個人で初の有罪判決を受けた。
2016年5月25日、米商品先物取引委員会がシティグループに合計4億2500万ドルの罰金を課すと発表した。この2日前には、ニューヨークの第2巡回区連邦控訴裁判所でシティ他、バンカメ、JPモルガンなどメガバンク16行に対して、LIBOR不正操作による反トラスト法訴訟が受理されている。翌6月にイギリスの欧州連合離脱が実現する事態となった。12月、スイス公取委がバークレイズを皮切りとした4年にわたる調査を経てJPモルガンを筆頭に彼ら金利カルテルへ罰金を言い渡した。ブリュッセル当局も、HSBC、JPモルガン、クレディ・アグリコルに対し、5年の調査を経て罰金を課した。これら三行は2014年5月から欧州委員会から法令違反を通告されていた。
こうした不祥事の連続をうけて、16兆ドル規模の米国債市場における不正操作にアメリカ司法省がメスを入れようとしている。ドナルド・トランプ大統領には試練となる。関係者筋によると、2017年5月上旬、UBS、BNPパリバ、ロイヤル・バンク・オブ・スコットランド、モルガン・スタンレーは、捜査が2年前から続いていることの分かる召喚状を受け取った。

## 種類
2021年12月末の公表停止前の段階では、5通貨、7期間、あわせて35種類の金利が毎営業日公表されていた。
概要でふれた2012年～2013年の改革により、通貨と期間が大幅に削減された。

### 通貨
英ポンドと4外貨のユーロカレンシーが対象
- USD（ユーロ米ドル）
- GBP（スターリング・ポンド）
- JPY（ユーロ円）
- EUR（ユーロユーロ）
- CHF（ユーロスイス・フラン）

2013年に廃止された公表対象通貨
- CAD（ユーロカナダ・ドル）
- AUD（ユーロオーストラリア・ドル）
- NZD（ユーロニュージーランド・ドル）
- DKK（ユーロデンマーク・クローネ）
- SEK（ユーロスウェーデン・クローナ）

### 期間
- 1日：USD、EUR、GBP、CADはオーバー・ナイト（O/N）、その他通貨はスポット・ネクスト（s/n)[26]
- 1週間
- 1ヶ月
- 2ヶ月
- 3ヶ月
- 6ヶ月
- 12ヶ月

2013年に廃止された公表対象期間
- 2週間
- 4、5、7、8、9、10、11ヶ月

## 関連
- TIBOR、Euribor、SIBOR、HIBOR
- 金利スワップ
- LIBORマーケットモデル